# Okinawaöarna

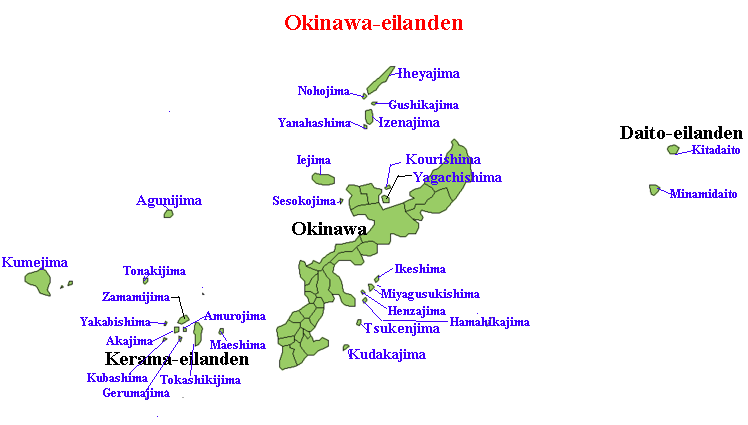
Lägeskarta

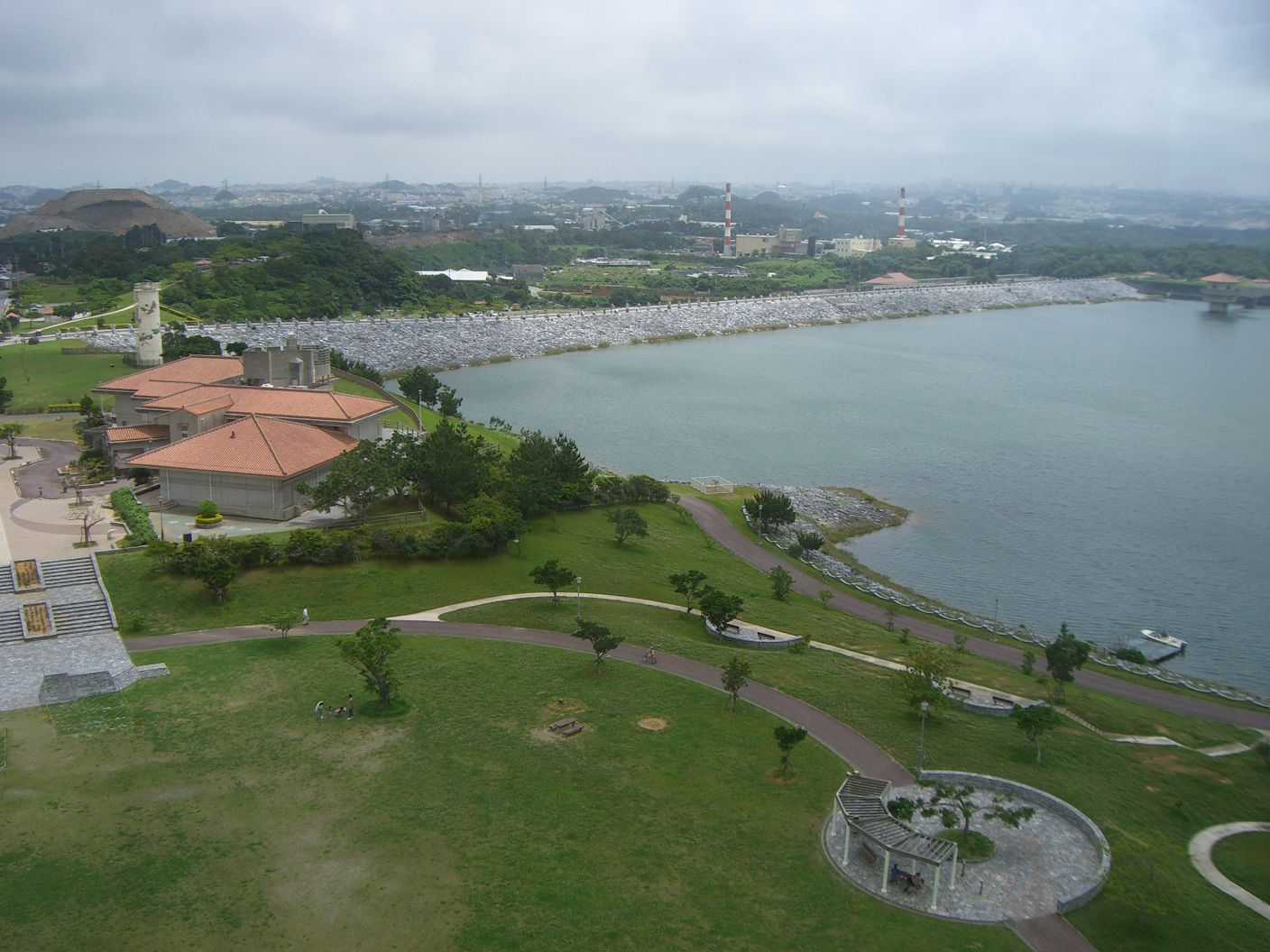
Okinawa

Okinawaöarna (japanska Okinawa-shotō) är en ögrupp bland Ryukyuöarna i nordvästra Stilla havet som tillhör Japan.

## Geografi
Okinawaöarna utgör den största ögruppen bland Ryukyuöarna och ligger cirka 525 kilometer söder om Kyushu och cirka 600 km nordöst om Taiwan.
Öarna är delvis av vulkaniskt ursprung och delvis korallöar och har en areal om cirka 1 300 km². Den högsta höjden är på cirka 505 m ö.h. och ligger på huvudöns nordöstra del. Ögruppen består av:
- Okinawa (Okinawa-hontō), huvudön, cirka 1 201,03 km²

med de större öarna
- Aguni-jima, väster om huvudön
- Ie-jima, väster om huvudön
- Iheya-jima, norr om huvudön
- Izena-jima, norr om huvudön
- Kume-jima, väster om huvudön

och de mindre öarna
- Gushika-jima
- Hamahika-jima
- Henza-jima
- Ike-shima
- Kouri-shima
- Kudaka-jima
- Miyagusuki-shima
- Noho-jima
- Sesoko-jima
- Tonaki-jima
- Tsuken-jima
- Yagachi-shima
- Yanaha-shima

samt ögrupperna
- Keramaöarna, söder om huvudön
- Daitoöarna, öster om huvudön

Befolkningen uppgår till cirka 1,2 milj invånare där cirka 314 000 lever i huvudorten Naha och cirka 141 000 lever i Okinawa stad. Förvaltningsmässigt utgör ögruppen en del i Okinawa prefektur.
Okinawa har en flygplats för internationellt flyg, Naha (flygplatskod ”OKA”) nära Naha centrum.

## Historia
Det är osäkert när öarna upptäcktes, de första dokumenterade kinesiska anteckningarna härrör från år 603 då Kina skickade en delegation till Okinawa med bud om att de skulle underkasta sig den kinesiske kejsaren. Okinawas befolkning vägrade och år 610 invaderades ön och skulle styras från Kina de närmaste 500 åren.
Det första lokala kungadömet grundades redan på 1100-talet av Shunten från Urasoedynastin och varade till 1300-talet då riket splittrades i tre mindre riken Chūzan, Hokuzan och Nanzan men under en samlad ledning. Shō Hashi, härskaren av Chūzan annekterade grannen Hokuzan år 1416 och grannen Nanzan år 1429 och återförenade riket till Kungariket Ryūkyū. Okinawas fördelaktiga läge i Östkinesiska havet och dess relativa närhet till Kina, Korea, Japan, Taiwan och Filippinerna gjorde Ryūkyūriket till en rik handelsstat. Många av slottsruinerna på öarna, de så kallade Gusuku, restes under denna period.
1609 invaderades Ryūkyūriket av den japanska Satsumaklanen som kontrollerade området i södra Japan som idag är Kagoshima prefektur. Kungariket förblev en oberoende stat men var i själva verket under direkt kontroll av Satsuma.
1854 besökte amerikanske Matthew C. Perry samtidigt som även andra västnationer som Storbritannien, Frankrike och Ryssland försökte inleda handelsförbindelser med Okinawa. Detta ledde till att Japan 1868 stationerade militärpersonal på ön.
1879 upplöste Japan Ryūkyūriket under den så kallade Meijirestaurationen och införlivade området som Okinawa prefektur i Japan.
Efter andra världskriget och slaget om Okinawa 1945 hamnade Okinawa i 27 år under amerikansk administration. Under denna period uppfördes ett flertal militärbaser på bland annat huvudön Okinawa och USA har än idag militärbaser här.
Den 15 maj 1972 blev Okinawa återigen en del av Japan samtidigt med en stor amerikansk militär närvaro på ön. Över 50 000 amerikanska militärer är anställda på någon av baserna i området. Samtidigt som detta är en stor inkomstkälla för områdets 1,4 miljoner invånare är den amerikanska närvaron också mycket kontroversiell bland lokalbefolkningen.
Slottsruinerna Gusuku upptogs på Unescos världsarvslista 2000.